# Watermolen van Imde
De Watermolen van Imde is een voormalige watermolen in de tot de Vlaams-Brabantse gemeente Meise behorende plaats Imde, gelegen aan Dreef 6. Deze watermolen was gelegen aan de Kleine Molenbeek.
De watermolen was van het type onderslagmolen en fungeerde als korenmolen.

## Geschiedenis
In 1440 werd voor het eerst melding gemaakt van een watermolen op deze plaats. Deze was eigendom van de bewoners van het kasteel van Imde. In 1633 werd de molen herbouwd. In 1605 kwamen kasteel en molen aan de familie Verreycken. In 1700 kwam het aan de familie Thurn und Taxis, die er echter niet woonde. In 1836 werd het verkocht aan de familie Pangaert d'Opdorp.
In 1948 werd het molenhuis omgebouwd tot agrarisch gebouw en vervolgens tot woonhuis. Het waterrad en het binnenwerk werden verwijderd.